# Norma Salinas Revilla
Norma Salinas Revilla (Cusco, 1977) es una bióloga peruana. Su participación como investigadora en la región de Cusco, tuvo como resultado la creación del Santuario Nacional de Megantoni. Asimismo, contribuyó con el descubrimiento de dos especies de orquídeas, la Maxillaria machupicchuensis Christenson & Salinas y la Brachionidium machupicchuense Salinas & Christenson.  En el Parque Nacional del Manu desarrolló y estableció una metodología para investigar el impacto del cambio climático en los bosques tropicales. Esta metodología ha sido luego implementada por otros países.

## Biografía
Norma Salinas nació en la ciudad de Cusco en 1947. Sus padres, ambos maestros, la llevaban al campo durante su niñez. Estas experiencias impulsaron su interés por la diversidad botánica de su región y el cuestionamiento sobre temas como la fotosíntesis, el oxígeno y la importancia de la conservación de los bosques.

### Primeros años y educación
Cursó sus primeros estudios en el colegio Educandas de Cusco. Luego, se graduó como bióloga en la Universidad Nacional San Antonio Abab del Cusco. Cuenta con una sólida formación académica que incluye una maestría en Gestión y Desarrollo Ambiental (FLACSO, Costa Rica) y un doctorado en Geografía y Medio Ambiente en la Universidad de Oxford, Reino Unido.

## Carrera
Desde sus inicios mostró interés por la conservación de las especies vegetales nativas de su tierra natal, Cusco. Participó en numerosos estudios para proponer el establecimiento de áreas protegidas y acerca de los efectos del cambio climático en los bosques tropicales. Una de dichas investigaciones concluyó en la creación del Santuario Nacional de Megantoni (Cusco). Asimismo, realizó la descripción de nuevas especies de orquídeas Maxillaria machupicchuensis Christenson & Salinas y Brachionidium machupicchuense Salinas & Christenson. En 2003, bajo su coordinación, se estableció una red de parcelas en el Parque Nacional del Manu, con el objetivo de inventariar la diversidad arbórea, lo que permite utilizar la zona como un laboratorio natural para investigar el impacto del cambio climático en los bosques tropicales. Este inventario fue realizado en una zona con una gradiente de elevación desde los 1000 a 3500 m. s. n. m. La metodología fue luego replicada en otros países.
Trabajó como curadora de herbario en la Universidad Nacional de San Antonio Abad del Cusco durante 25 años. También fue investigadora postdoctoral en la Universidad de Oxford más de tres años e investigadora asociada en la Universidad Mayor de San Andrés de Bolivia. Actualmente, es docente del Departamento de Ciencias e investigadora del Instituto de la Naturaleza, Tierra y Energía (INTE) de la Pontificia Universidad Católica del Perú (PUCP). Pertenece al nivel de "Investigador Distinguido" del Registro Nacional de Ciencia, Tecnología e Innovación Tecnológica (RENACYT) del Concytec.

Dra. Norma Salinas en el Parque National del Manu, Paucartambo–Cusco.

## Investigaciones
Ha colaborado en la investigación y publicación de más de 70 artículos. Sus investigaciones incluyen el monitoreo de balances hídricos en bosques amazónicos y cultivos leñosos perennes costeros, así como la evaluación de la variación geográfica en la estabilidad de los ecosistemas frente a cambios en el uso del suelo y el clima.Asimismo, ha realizado estudios para entender cómo la temperatura influye en la descomposición de la hojarasca en los bosques tropicales y sobre cómo las redes de venación de las hojas de las plantas cambian a lo largo de una gradiente de elevación en la región Andes-Amazonas.

## Premios y reconocimientos
- La comunidad científica internacional ha reconocido la destacada contribución de Norma Salinas al estudio de la vegetación mediante la designación de dos especies que llevan su nombre: Telipogon salinasiae Farfan & Moretz y Macrocarpaea normae J.R. Grant.[6]
- Obtuvo fondos de la Universidad de Oxford para realizar un inventario de orquídeas a lo largo de la interoceánica en Perú.[6]

- Fue becaria de la Asociación para la Conservación de la Cuenca Amazónica (ACCA) para realizar investigación doctoral en el Parque Nacional del Manu.[6]

- En 2016, obtuvo el premio “Por las mujeres en la ciencia” creado por iniciativa de la Fundación L’Oréal, la Organización de las Naciones Unidas para la Educación, la Ciencia y la Cultura (Unesco) y el Concytec.[11]

- En 2018 fue reconocida con el Premio Excelencia Elsevier en la categoría Ciencias Ambientales, otorgado por la Fundación ELSEVIER.[6]
- En 2021, el Consejo Nacional de Ciencia, Tecnología e Innovación reconoció sus aportes incluyéndola en el libro titulado "Científicas del Perú: 24 historias por descubrir"[12]

- En 2024 fue designada como representante de las universidades privadas en la Comisión Multisectorial de Asesoramiento (CMA) del Ministerio del Ambiente (MINAM).[7]